# Wołodymyr Kilikewycz
Wołodymyr Wołodymyrowycz Kilikewycz, ukr. Володимир Володимирович Кілікевич (ur. 30 listopada 1983 w Żdanowie) – ukraiński piłkarz, grający na pozycji napastnika.

## Kariera piłkarska

### Kariera klubowa
Wychowanek szkół piłkarskich Illicziweć Mariupol oraz DJuSSz-3 Mariupol, barwy których bronił w juniorskich mistrzostwach Ukrainy (DJuFL). Karierę piłkarską rozpoczął 12 sierpnia 2000 w składzie drugiej drużyny Illicziwca Mariupol, a 3 października 2000 debiutował w koszulce pierwszej drużyny. Latem 2007 przeszedł do drugoligowego zespołu FK Ołeksandrija. Rok 2008 spędził za granicą, w Finlandii, gdzie bronił barw klubów FC Oulun Pallo i TP-47. Na początku 2009 powrócił do Ukrainy, gdzie został piłkarzem Desny Czernihów, ale już latem 2009 wyjechał do Mołdawii, gdzie zasilił skład Iscra-Stali Rybnica, skąd na początku 2011 odszedł do FC Tiraspol. Po roku gry w Tyraspolu powrócił do klubu z Rybnicy. Podczas przerwy zimowej sezonu 2012/13 przeniósł się do uzbeckiego Dinama Samarkanda. Latem 2013 zmienił klub na FK Buxoro.

### Kariera reprezentacyjna
W 2003 rozegrał jeden mecz w młodzieżowej reprezentacji Ukrainy.

## Sukcesy

### Sukcesy klubowe
- wicemistrz Mołdawii: 2010